# Lecce megye
Lecce Olaszország Puglia régiójának egyik megyéje. Székhelye Lecce.

## Fekvése
Lecce megye a Salentói-félsziget déli részét foglalja el. Nyugatról a Tarantói-öböl, keletről pedig az Adriai-tenger határolja. Északon Taranto és Brindisi megyékkel határos. Legdélibb vége a Santa Maria di Leuca-fok. A megye és egyben Olaszország legkeletibb pontja az Otrantói-fok.
A dombos Salento tájegységhez tartozik.
A megye területén számos településen egy helyi görög dialektust, a grikót beszélik: ezen települések csoportosulását Grecìa Salentinaként ismerik.

## Fő látnivalók
- Copertino normann kastélya és a Copertinói Szent József tiszteletére emelt szentély
- Galatina óvárosa
- Gallipoli erődítménye és kikötője
- Lecce barokk óvárosa
- Nardò katedrálisa és óvárosa
- Otranto katedrálisa és erődítménye
- Porto Cesareo erődítményének részei
- Ugento egykori erődítményének részei
- Santa Cesarea Terme barlangjai paleolitikumi rajzokkal
- Costa Otranto - Santa Maria di Leuca e Bosco di Tricase Regionális Park

## Községek(comuni)
| Acquarica del Capo    | Cursi               | Morciano di Leuca    | Scorrano          |
| Alessano              | Cutrofiano          | Muro Leccese         | Seclì             |
| Alezio                | Diso                | Nardò                | Sogliano Cavour   |
| Alliste               | Gagliano del Capo   | Neviano              | Soleto            |
| Andrano               | Galatina            | Nociglia             | Specchia          |
| Aradeo                | Galatone            | Novoli               | Spongano          |
| Arnesano              | Gallipoli           | Ortelle              | Squinzano         |
| Bagnolo del Salento   | Giuggianello        | Otranto              | Sternatia         |
| Botrugno              | Giurdignano         | Palmariggi           | Supersano         |
| Calimera              | Guagnano            | Parabita             | Surano            |
| Campi Salentina       | Lecce               | Patù                 | Surbo             |
| Cannole               | Lequile             | Poggiardo            | Taurisano         |
| Caprarica di Lecce    | Leverano            | Porto Cesareo        | Taviano           |
| Carmiano              | Lizzanello          | Presicce             | Tiggiano          |
| Carpignano Salentino  | Maglie              | Racale               | Trepuzzi          |
| Casarano              | Martano             | Ruffano              | Tricase           |
| Castri di Lecce       | Martignano          | Salice Salentino     | Tuglie            |
| Castrignano de’ Greci | Matino              | Salve                | Ugento            |
| Castrignano del Capo  | Melendugno          | San Cassiano         | Uggiano la Chiesa |
| Castro                | Melissano           | San Cesario di Lecce | Veglie            |
| Cavallino             | Melpignano          | San Donato di Lecce  | Vernole           |
| Collepasso            | Miggiano            | San Pietro in Lama   | Zollino           |
| Copertino             | Minervino di Lecce  | Sanarica             |                   |
| Corigliano d’Otranto  | Monteroni di Lecce  | Sannicola            |                   |
| Corsano               | Montesano Salentino | Santa Cesarea Terme  |                   |